# Naomi Long
Naomi Long, född Johnston den 13 december 1971, är en nordirländsk politiker (Alliance Party of Northern Ireland) som också har varit borgmästare i Belfast.

## Biografi
Longs mor var lärare i söndagsskola och hennes far var skeppsbyggare. Fadern dog då Long var 8 år, och familjen föll stundvis offer för vandalism under Konflikten i Nordirland.
År 1994 tog Long examen i väg- och vattenbyggnadsteknik på Belfasts universitet. Hon har arbetat som ingenjör och forskare.
Naomi Long är gift med Michael Long som är kommunalpolitiker i Castlereagh. Paret har inga barn.
Long hör till den presbyterianska kyrkan men har kritiserat den på grund av dess negativa attityder mot samkönat äktenskap.
År 2002 fick Long motta ett dödshot för första gången eftersom hennes Alliance-parti stödde Alex Maskeys (Sinn Féin) kandidatur till Belfasts borgmästare.

## Politisk karriär
År 2001 valdes Long till kommunalfullmäktige i Belfast. Hon har varit medlem i Nordirlands parlament sedan 2003. År 2020 blev hon utnämnd till Nordirlands justitieminister. Hennes valkrets är Östra Belfast.
Mellan 2010 och 2015 var hon medlem i det brittiska underhuset. Valkretsen var igen Östra Belfast. Hon blev den första ledamoten från sitt parti som blev invald i denna valkrets.
Long valdes till Alliance-partis ordförande utan motkandidat i oktober 2016. Tidigare var hon sitt partis tjänsteförrättande ordförande då David Ford avstod från posten.
Long blev invald till Europaparlamentet år 2019. I detta val var Nordirland en valkrets där valdes tre europaparlamentariker, och Long blev Alliance-partis enda representant.